# Paweł Samecki
Paweł Samecki (ur. 12 marca 1958 w Łodzi) – polski ekonomista, urzędnik państwowy. W latach 1997–1998 wiceminister finansów, w latach 1999–2000 szef UKIE, w latach 2009–2010 komisarz UE ds. polityki regionalnej, członek Zarządu Narodowego Banku Polskiego w latach 2004–2009 i 2014–2020.

## Życiorys
W 1981 ukończył studia na Wydziale Ekonomiczno-Socjologicznym Uniwersytetu Łódzkiego. W 1988 uzyskał stopień doktora nauk ekonomicznych. W latach 80. pracował jako asystent i następnie adiunkt na UŁ. W 1990 odbył staż w London School of Economics.
W latach 1991–1996 był dyrektorem Departamentu Pomocy Zagranicznej w Urzędzie Rady Ministrów. Od 1997 do 1998 zajmował stanowisko podsekretarza stanu w Ministerstwie Finansów. Następnie do 2002 sprawował urząd podsekretarza stanu w Urzędzie Komitetu Integracji Europejskiej. Od kwietnia 1999 przez rok pełnił obowiązki sekretarza KIE (tzw. ministra do spraw europejskich).
W latach 2002–2003 pracował jako koordynator w Kolegium Europejskim w Natolinie. Później objął stanowisko dyrektora Departamentu Zagranicznego w Narodowym Banku Polskim, od 2004 do 2009 był członkiem Zarządu NBP.
4 lipca 2009 został polskim komisarzem w Komisji Europejskiej ds. polityki regionalnej po rezygnacji Danuty Hübner (na okres do końca jej kadencji). 14 września tego samego roku jego kandydaturę zatwierdził Parlament Europejski.
W 2014 prezydent Bronisław Komorowski na wniosek prezesa NBP Marka Belki powołał Pawła Sameckiego ponownie na członka Zarządu Narodowego Banku Polskiego (z dniem 3 marca 2014). Swoją kadencję zakończył w 2020, później został doradcą prezesa NBP.

## Odznaczenia
Odznaczony Medalem Komisji Edukacji Narodowej oraz odznaką honorową „Za zasługi dla bankowości Rzeczypospolitej Polskiej”.

## Publikacje
- Integracja w Europie. Problemy, przemiany, perspektywy (red.), 1990.
- Warunki właściwego wykorzystania pomocy finansowej Unii Europejskiej dla Polski, 1994.
- Zagraniczna pomoc ekonomiczna. Wybrane kwestie teorii i polityki pomocy dla krajów rozwijających się, 1997.
- Finansowanie dużych przedsięwzięć o strategicznym znaczeniu dla polskiej gospodarki (współautor), 2000.
- Polska na drodze do członkostwa w Unii Europejskiej, 2000.